# 零～zero～
《零～zero～》是发行于PlayStation 2和Xbox的心理恐怖电子游戏，是零系列的第一作。Xbox版在日本称为“Fatal Frame -零 Special Edition-”，加入了新结局，更多服装，新的游戏模式和更困难的设置。游戏作为PlayStation 2 Classic，2013年为北美PlayStation 3的PlayStation Network服务发行。

## 角色
雛咲深紅（雛咲 深紅（ひなさき みく），CV：涌澤利香）
女主角，學生，17歲。為了找尋兄長而來到冰室邸。
雛咲真冬（雛咲 真冬（ひなさき まふゆ），CV：金丸淳一）
深紅的兄長，23歲。是名記者。為了找尋失蹤的恩人而前往冰室邸。

## 设定
繩之巫女為了進行繩裂而被當作祭品的巫女。巫女是以十幾年一次執行的捉迷藏儀式，從冰室家血脈中選出來的七歲女孩。這名巫女被選上之後，就養育在座敷牢裡，連一步都 不許踏出冰室家，其中一個原因是為了杜絕她對現世的執著。巫女逐漸成長後，會進一步用繩子縛住其兩手兩腳，最後到了十七歲，再將繩子縛上她的脖子來進行裂繩儀式。
裂繩能夠封印黃泉之門的特別的繩子。根據繩裂之儀式所製作。
繩裂儀式為了封印黃泉之門而必須的繩裂之儀式。使用被稱之為裂繩的特殊繩子，將從一族中選出來的巫女的脖子以及四肢用裂繩縛上，然後使用特殊的裝置拉扯，使巫女的身體四分五裂。封印黃泉之門的方法只有這個，藉由這些濺滿巫女鮮血的裂繩所進行的御縛之儀式。冰室一族為了封印黃泉之門，接連不斷地不停犧牲著一族中的人。
御縛之儀式使用冰室一族犧牲了巫女而作成的裂繩，為了讓黃泉之門不被打開而進行的封印儀式。
禍刻御縛之儀式失敗。導致黃泉之門打開噴出瘴氣的狀況，稱之為禍刻。最後的繩之巫女－霧繪的時代，由於霧繪在進行繩裂之儀式時，還遺留著對現世的執著，於是引起了禍刻。被瘴氣籠罩的村人們紛紛得了瀕死的重症，受到瘴氣影響而失去正氣的冰室家當主、眼見沐浴在瘴氣中的人們逐漸無視於不可踏出屋子外面的禁令，於是將居住在屋子內的人全數殺死了。日後，這一天的慘劇就以當主發瘋而將全家慘殺的事情流傳了下來。
鬼遊冰室家所流傳下來的兒童遊戲，也是選出繩之巫女的儀式，每十年舉行一次。在一個屋子當中集合冰室一族所有的七歲少女，由前一任的目隐鬼來当鬼，然後讓鬼去追其他的小孩子的遊戲。第一個被捉到的少女会成为下一任的目隐鬼，而最後一個被目隱鬼找到的少女就會被選為繩之巫女 (越能逃脫便代表著擁有越強的靈力)。
目隱鬼儀式在鬼遊開始前進行的儀式，將前一次鬼遊中被選中作為鬼的少女帶入房間，然後給她戴上目隱面具使其成為『鬼』的儀式。目隱面具是特製的面具，雙眼的部分有鐵刺，會刺瞎戴上面具的人的雙眼。毀去雙眼的『鬼』所流的血會使得黃泉之門內的瘴氣暫時弱化。『鬼』會在接下來進行的鬼遊當中選出下一任的鬼和繩之巫女。
冰室一族從古久之前就統治這個地方的一族。以身為黃泉之門的守門人身分，守護著連接冥界的黃泉之門，同時背負著封印黃泉之門的責任。這個地方的人們，畏懼著黃泉之門，並崇拜著他們。
冰室邸冰室一族所住的宅邸，最地底下有著一道隔絕現世與異界的黃泉之門。在禍刻後已為廢墟。
黃泉之門隔絕現世與異界的門。存在於冰室宅的地下，以巨大的石頭製作而成。同時，何時、誰做、為了什麼而做，這一切的紀錄都沒有流傳下來。只知道，從古老的時代開始就存在於此地，並傳承了下來。冰室家中傳說著，若門完全打開的時候，生者與死者的世界將會相連，所有的死者都會復甦。
御神鏡放置在黃泉之門前面，映出門的模樣，並從這裡將散發出來的瘴氣彈回去的鏡子，可以使門的力量減弱。對於封印黃泉之門這件事，擔任著非常重要的角色。但是，由於禍刻的衝擊而使它碎裂成五片，而這些碎片散落在冰室宅各地。如果不收集五片碎片，並且將其放回鏡子原本的位置拼起來的話，就無法封印黃泉之門。

## 故事
傳說中的冰室家裡，有著為了封印黃泉之門而舉行的繩裂儀式。儀式內容是用麻繩綁在巫女的四肢和頭部，以轉輪扯裂身體後，再以沾滿巫女鮮血的繩子封印黃泉之 門。但在最後一次的儀式中，由於繩之巫女霧繪對愛情殘存的執念，導致儀式失敗，發生禍刻。黃泉之門內的瘴氣大量噴發，冰室邸中的居民全體死亡，成為徘徊不去的怨靈。十幾年後搬到這裡的宗方家，亦因遭受怨靈攻擊而遇害。
百年後的某一日，在出版社工作的青年－雛咲真冬，為了尋找因取材而在冰室宅邸失蹤的恩人高峰準星，而同樣來到冰室家宅邸，由於真冬長得與霧繪的情人十分相似而未受攻擊，卻也因時空扭曲的關係，無法離開冰室家。
和雛咲真冬相依為命的妹妹－雛咲深紅，在連續幾天都沒有哥哥的消息後，在極度擔心是否出事的情況下，決定孤身前往冰室邸，尋找真冬的蹤跡。
遊戲由此揭開序幕。

## 评价
《零～zero～》在获得积极评价。日本杂志《Fami通》为PlayStation 2版打出32/40分。而在西方，PlayStation 2版在GameRankings和Metacritic的汇总得分为81%和74/100，Xbox版为80%和77/100。